# Abigail Spencer
Abigail Leigh Spencer (Gulf Breeze, 4 de agosto de 1981) é uma atriz americana conhecida pelos papéis em muitas séries de televisão.
Nativa da Florida, a sua carreira começou na telenovela da ABC daytime, All My Children interpretando Rebecca Tyree de 1999 a 2001, antes de protagonizar na curta série de drama criminal da Lifetime Os Olhos de Angela (2006).

## Vida Pessoal
Spencer nasceu em Gulf Breeze, Florida, filha de Lydia Ann (Brown) e o surfista Yancy Spencer III (1950-2011). Ela tem dois irmãos, Yancy Spencer IV (nascido em c. 1973) e o Sterling Spencer (nascido em c. 1986).
Spencer casou-se com Andrew Pruett em 2004 e pediu por divórcio em Fevereiro de 2012.  Eles tiveram um filho chamado Roman.

## Carreira
O primeiro maior papel de Abigail foi quando interpretou Rebecca "Becca" Tyree na novela da ABC All My Children desde 3 de Junho de 1999, a 10 de Abril de 2001. Mais tarde ela protagonizou numa das série originais da Lifetime Os Olhos de Angela, qual foi cancelada no dia 1 de Dezembro de 2006. Nos anos seguintes ela interpretou papéis de convidados em séries de televisão, incluindo CSI, How I Met Your Mother, Private Practice e Castle.

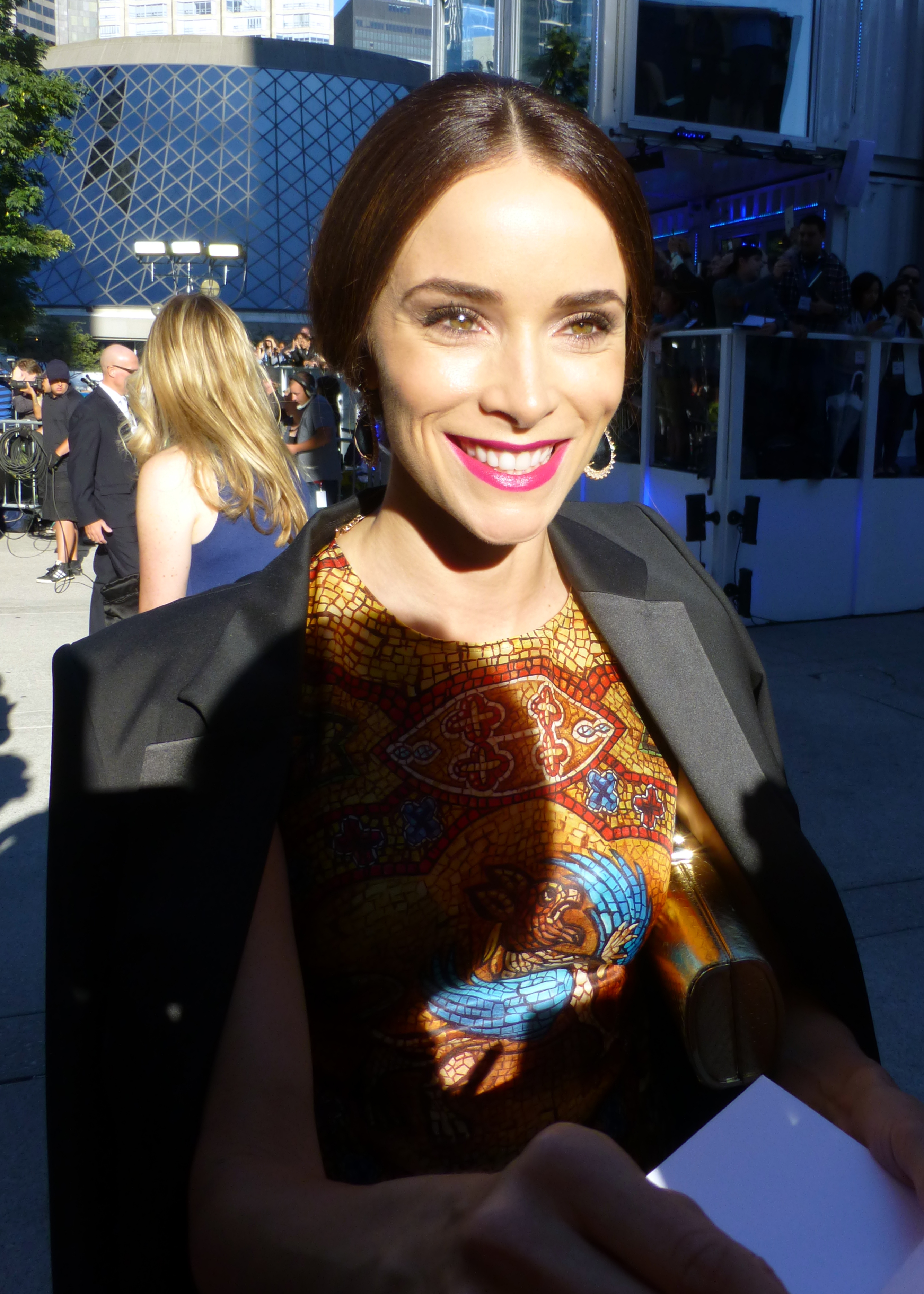
Abigail na estreia da série This Is Where I Leave You em Setembro de 2014

Abigail interpretou o papel de uma bloguista entusiasta nos anúncios da Twix, e interpretou a Miss Suzanne Farrell, o interesse do amor de Don Draper, na na série de televisão da AMC Mad Men em 2009. No início do ano 2011, ela seguiu o papel principal num episódio Piloto Grace de uma série de Drama da ABC por Krista Vernoff. Ela previamente interpretou a personagem principal num outro episódio Piloto de uma série de drama de, interpretando Lennie Rose, em 2005. Ela apareceu como recorrente, como Dra. Erin Jameson na série de TV da TNT Hawthorne em 2010, e desde 2011 ela teve um papel recorrente como "Scottie" Scott personagem de Gabriel Macht, na série de drama da USA Network Suits.

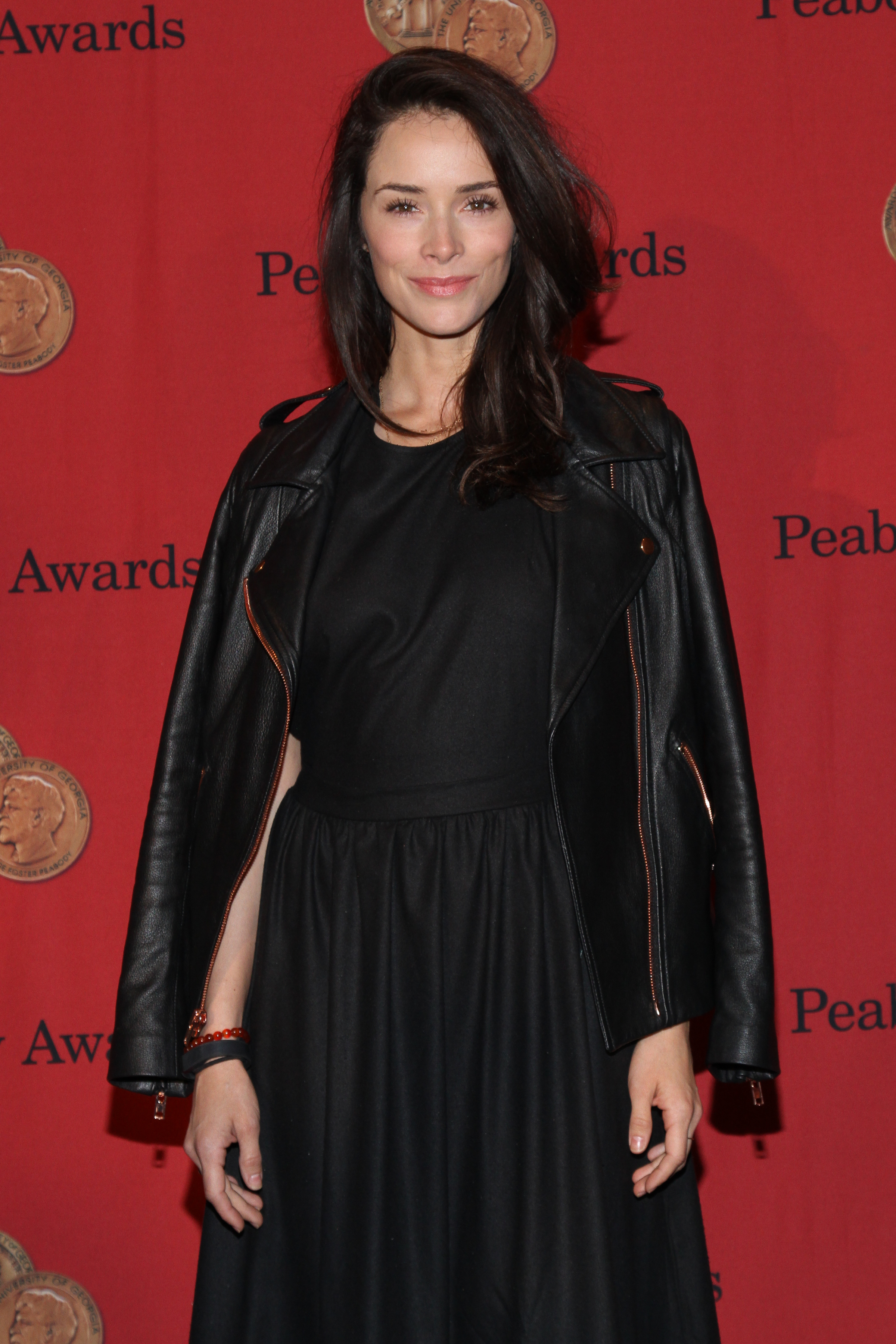
Abigail no 73º Festival Anual dos Prêmios Peabody

Abigail apareceu em muitos filmes, includindo In My Sleep (2010), Cowboys & Aliens (2011), Guerra é Guerra (2012), e Chasing Mavericks (2012), e ela interpretou o papel principal em The Haunting in Connecticut 2: Ghosts of Georgia (2013).  Ela apareceu no filme de fantasia e aventura Oz: the Great and Powerful, realizado por Sam Raimi, em 2013.
Abigail Spencer tambem interpretou a personagem ‘Megan Hunt’ na série de televisão ‘Grey’s Anatomy’, 2017, exibida pela Netiflix, em sua 14a Temporada.
E em 2013, Ela interpretou Amantha Holden na série de drama original da Sundance Rectify. E ela foi nomeada para Critics' Choice Television Award para Melhor Atriz Secundária em Série de Drama e Satellite Award de melhor atriz em série de drama pela sua performance na série.
Ela interpretou o papel principal no drama escrito por, Daniela Amavia A Beautiful Now, sobre um dançarina apaixonante que encontra a si mesma considerando um acto extremo quando ela pretende alcançar um ponto decisivo em sua vida. Ela foi nomeada para was nominated for a Madrid International Film Festival Award para Melhor Atriz pela sua performance no filme. Em 2014, Ela apareceu no filme This Is Where I Leave You interpretando Quinn Altman a mulher Judd Altman interpretado por Jason Bateman em , uma comédia em conjunto realizado por Shawn Levy, e estreou com John Travolta e Christopher Plummer em The Forger.
Em Outubro de 2014, Abigail juntou-se no elenco da segunda temporada da série de drama-criminal da HBO,  True Detective.
Em 2016, ela interpretou a personagem principal Lucy Preston na série da NBC Timeless, onde ela interpreta uma professora de história enviada em missões de viagens no tempo em eras diferentes em um esforço para prevenir que outros de mudar o fluxo do tempo dos EUA. A avaliação da série na Variety chamou Abigail "prodigiosa e talentosa" e que ela interpretou "uma personagem cuja personalidade peculiaridade 'inteligente' e 'ousada.'" Uma avaliação no site Deadline.com disse que a série foi um desperdício dos talentos de Abigail. The New York Times escreveu que "Abigail Spencer é boa como Lucy, uma professora de história bonita a qual é a personagem central da série." A série Timeless foi renovada para a segunda temporada pela NBC em 12 de Maio de 2017. A rede cancelou a série dias antes, mas a decisão foi revertida.'

## Filmografia

### Filmes
| Ano  | Título                                           | Papel           | Notas                                                                  |
| ---- | ------------------------------------------------ | --------------- | ---------------------------------------------------------------------- |
| 2001 | Campfire Stories                                 | Melissa         |                                                                        |
| 2003 | Truth and Dare                                   | Skye            |                                                                        |
| 2005 | Fathers and Sons                                 | Clarissa        |                                                                        |
| 2005 | A Coat of Snow                                   | Sandy           |                                                                        |
| 2006 | Hooked                                           | Wendy           | Filme Curto                                                            |
| 2007 | Passing the Time                                 | Jessica         | Filme Curto                                                            |
| 2007 | Jekyll                                           | Talia Carew     |                                                                        |
| 2010 | In My Sleep                                      | Gwen            |                                                                        |
| 2011 | Cowboys & Aliens                                 | Alice           |                                                                        |
| 2012 | This Means War                                   | Katie           |                                                                        |
| 2012 | Chasing Mavericks                                | Brenda Hesson   |                                                                        |
| 2013 | The Haunting in Connecticut 2: Ghosts of Georgia | Lisa Wyrick     |                                                                        |
| 2013 | Oz: the Great and Powerful                       | May             |                                                                        |
| 2013 | Kilimanjaro                                      | Yvonne          |                                                                        |
| 2013 | Here and Now                                     | Woman           | Filme Curto                                                            |
| 2014 | Beautiful Now                                    | Romy            | Nomeada para Madrid International Film Festival Award for Best Actress |
| 2014 | This Is Where I Leave You                        | Quinn Altman    |                                                                        |
| 2014 | The Pieces                                       | Vanessa         | Filme Curto                                                            |
| 2014 | The Forger                                       | Agente Paisley  |                                                                        |
| 2015 | H8RZ                                             | Laura Sedgewick |                                                                        |
| 2016 | The Sweet Life                                   | Lolita          |                                                                        |
| 2016 | The Heyday of the Insensitive Bastards           | Abigail         |                                                                        |

### Televisão
| Ano           | Título                               | Papel                 | Notas                                                                        |
| ------------- | ------------------------------------ | --------------------- | ---------------------------------------------------------------------------- |
| 1999-2001     | All My Children                      | Rebecca 'Becca' Tyree | Novela (2000)                                                                |
| 2005          | CSI: Crime Scene Investigation       | Becky Lester          | Episódio: "Bite Me"                                                          |
| 2005          | Introducing Lennie Rose              | Lennie Rose           | piloto                                                                       |
| 2006          | Killer Instinct                      | Violet Summers        | Episódio: "Love Hurts"                                                       |
| 2006          | Gilmore Girls                        | Megan                 | Episódio: "Bridesmaids Revisited"                                            |
| 2006          | Angela's Eyes                        | Angela Henson         | Papel principal, 13 episódios                                                |
| 2007          | Ghost Whisperer                      | Cindy Brown           | Episódio: "Speed Demon"                                                      |
| 2007, 2014    | How I Met Your Mother                | Blah Blah (Carol)     | Episódios: "How I Met Everyone Else" e "Gary Blauman"                        |
| 2008          | Welcome to the Captain               | Claire Tanner         | Episódio: "The Letter"                                                       |
| 2008          | Bones                                | Phillipa Fitz         | Episódio: "The Man in the Mud"                                               |
| 2008          | Moonlight                            | Simone Walker         | Episódio: "Sonata"                                                           |
| 2009          | Rex Is Not Your Lawyer               | Lindsey Steers        | piloto                                                                       |
| 2009          | Private Practice                     | Rachel                | Episódio: "Ex-Life"                                                          |
| 2009          | Mad Men                              | Suzanne Farrell       | Papel recorrente, 6 episódios                                                |
| 2009          | Castle                               | Sarah Reed            | Episódio: "One Man's Treasure"                                               |
| 2010          | The Glades                           | Ashley Carter         | Episódio: "The Girlfriend Experience"                                        |
| 2010          | Hawthorne                            | Dra. Erin Jameson     | Papel Recorrente , 8 episódios                                               |
| 2011          | Grace                                | Sarah Grace           | piloto                                                                       |
| 2011-2016     | Suits                                | Dana 'Scottie' Scott  | Papel recorrente, 12 episódios                                               |
| 2012-2013     | Burning Love                         | Annie                 | 16 episódios                                                                 |
| 2013          | NTSF:SD:SUV                          | Abigail               | Episódio: "Comic Con-Air"                                                    |
| 2013-2016     | Rectify                              | Amantha Holden        | regular                                                                      |
| 2015          | True Detective                       | Gena Brune            | Papel Recorrente, 6 episódios                                                |
| 2016          | Comedy Bang! Bang!                   | Vanna                 | Episódio: "Zach Galifianakis Wears Rolled Khakis and Shoes With Brown Laces" |
| 2016-presente | Timeless                             | Lucy Preston          | Papel Principal                                                              |
| 2017          | The Late Late Show with James Corden | Kellyanne Conway      |                                                                              |
| 2017          | Grey's Anatomy                       | Megan Hunt            | Recorrente                                                                   |